# Petroli Brent

Cotització mensual del petroli Brent des de maig de 1987 a abril del 2009

El petroli Brent (el seu símbol comercial és LCO) és la major de les principals classificacions del petroli sense refinar que en total són: Brent Crude (Petroli Brent), Brent Sweet Light crude, Oseberg, Ekofisk i Long Forties. L'origen del petroli Brent és al Mar del Nord. El Petroli Brent també es coneix sota els noms de Brent Blend, London Brent i Brent petroleum. Es fa servir per marcar el preu a les dues terceres parts del món.
Les altres classificacions ben establertes (benchmarks) són “Cistella de referència de l'OPEC”, Dubai Crude i West Texas Intermediate (WTI).
El nom de "Brent" ve de la política de les companyies Shell UK Exploration and Production, operating Exxon i Shell, que en un principi donaven el nom d'ocells als seus camps petrolífers i en aquest cas l'ocell anomenat en anglès brent goose (oca de collar, Branta bernicla).
El petroli produït a Europa, Àfrica i l'Orient Proper que es dirigeix cap a l'oest tendeix com a preu de referència al del tipus de petroli Brent. Però no aquest és el cas del petroli amb origen a l'antiga Unió Soviètica.